# Black Point (Livingston-Insel)
Der Black Point (englisch für Schwarze Landspitze, in Argentinien und Chile gleichbedeutend Punta Negra) ist eine Landspitze im Norden der Livingston-Insel im Archipel der Südlichen Shetlandinseln. Sie liegt 4 km südöstlich des Kap Shirreff am nördlichen Ende der Johannes-Paul-II.-Halbinsel.
Wissenschaftler der britischen Discovery Investigations kartierten das Kap 1935 von Bord der RRS Discovery II.